# 31630 Jennywang
31630 Jennywang este un asteroid din centura principală de asteroizi.

## Descriere
31630 Jennywang este un asteroid din centura principală de asteroizi. A fost descoperit pe 6 aprilie 1999 la Socorro, New Mexico, în cadrul proiectului LINEAR. Asteroidul prezintă o orbită caracterizată de o semiaxă mare de 2,68 ua, o excentricitate de 0,18 și o înclinație de 3,7° în raport cu ecliptica.